# ブレス オブ ファイア
『ブレス オブ ファイア』 (Breath of Fire) は、カプコンから発売されているRPGシリーズである。

## 概要
全作品を通して「竜」が「過去に邪神を封印した」「世界を救う力を持つ」など、世界の根幹を支える存在として描かれているファンタジー作品。
複数のシリーズで固有の名前を持つキャラクターが登場している。いわゆる「スター・システム」を採用しているが、同一の世界が舞台であることを明言されている作品は、1作目（以下『I』）と、その約500年後を舞台にした『II』だけとなっている。『III』以降は過去作との設定の関連が一部見られるものの、各作品同士の世界の繋がりについては特に明言されていない。
絵や雰囲気は素朴で柔らかでありながら軽いノリも多い。しかし反面、終盤で「身内の死を乗り越えて行く」展開がシリーズの定番であり、素朴であると同時に硬派な作風を持つ。2012年9月時点でのシリーズの全世界累計販売本数は300万本。

## 作品

### テレビゲーム
ブレス オブ ファイア 竜の戦士
1993年4月3日にスーパーファミコン用ソフトとして発売。2001年7月6日にはゲームボーイアドバンスに移植されている。
ブレス オブ ファイアII 使命の子
1994年12月2日にスーパーファミコン用ソフトとして発売。2001年12月21日にはゲームボーイアドバンスに移植されている。
ブレス オブ ファイアIII
1997年9月11日にPlayStation用ソフトとして発売。2005年8月25日にはPlayStation Portableに移植されている。
ブレス オブ ファイアIV うつろわざるもの
2000年4月27日にPlayStation用ソフトとして発売。2003年5月30日にはWindows用ソフトとして移植されている。
ブレス オブ ファイアV ドラゴンクォーター
2002年11月14日にPlayStation 2用ソフトとして発売。

### オンラインゲーム
ブレス オブ ファイア6 白竜の守護者たち
2016年2月24日にスマートフォン/タブレット/パソコンでサービス開始。公称ジャンルは「お手軽タッチ型オンラインRPG」。
これまでのシリーズと異なり、ロゴのナンバリング表記がアラビア数字になっている。
2017年9月27日の13時59分をもってサービス終了した。

### 関連商品
- 漫画 ブレス オブ ファイア6 受け継がれし力（作画：sanorin、「ブレス オブ ファイア」シリーズポータルサイト連載、未単行本化）
- 漫画 ブレス オブ ファイア6 ボタニカル・クロニクル（作画：無糖党、電撃マオウ連載、2016年3月25日発売、ISBN 978-4048658522）
- 小説 ブレス オブ ファイア6 The Empire SIDE（著：安曽了、イラスト：クロノ、「ブレス オブ ファイア」シリーズポータルサイト連載、2016年9月1日発売、電撃ゲーム文庫（電子書籍のみ））
- 音楽 ブレス オブ ファイア 6 オリジナル・サウンドトラック -脈動-（CPCA-10391）

### 携帯アプリ
カプコンの携帯電話向け有料ゲームサイト「ケータイカプコン」で配信されていたアプリゲーム。作品の世界の元になっているのは全て『IV』。
ブレス オブ 大富豪
『ブレス オブ ファイア』のキャラクターがトランプゲーム「大富豪」で対決する。
ブレス オブ ファイア 竜の釣り師
本編のミニゲームであった「釣り」を単体のアプリにしたもの。
ブレス オブ ファイアIV アクションRPG 〜炎の剣と風の魔法〜
アクションRPG。『IV』の外伝作品。
ブレス オブ ファイアIV 妖精たちと光のカギ
上記の続編。
ブレス オブ ファイアIV 記憶の大樹
上記の関連作品。

## 作品ごとの共通点

### 登場人物
主人公の名前は『6』を除きリュウ、ヒロインがシリーズを通してニーナに統一されていることが特徴。設定やデザインなどは作品ごとに異なっており、多くの場合は同名の別人である。
リュウ
シリーズ通しての年齢は16歳（ただし、『II』や『III』の幼年期時代などの例外はある）。髪の色は青。全作品共通して「竜の力」を持っている。趣味または特技は釣り。『II』以降のキャラクターデザイナーを務める吉川達哉（『I』ではキャラクター絵の清書を行っている）は、リュウのデザインを「侍」に統一。『V』では髪は紺色であり、釣りをしない。『6』では主人公（プレイヤー）の兄として登場する。
ニーナ
シリーズを通して、背に翼または翼のようなものが生えた少女として登場する。戦闘スタイルは魔法型であり、リュウの良きパートナーとして描かれている。
ディース
魅惑的な美女の上半身と蛇のような下半身を持つ大魔法使い。長命で、『I』と『II』では同一人物でありパーティキャラクターとして活躍するが、『III』以降は主人公達の導き手のような立場を取る。『IV』では異世界の神としての登場であり、『V』には登場しない。
ボッシュ
『II』と『V』に登場。両作品において「レンジャー」部隊でのリュウの相棒役を務める。『II』では犬のような容姿の種族でリュウとは10年来の親友。『V』ではリュウと同じ人間の容姿で、物語開始直後は仕事の相棒として登場するが、内心ではリュウを軽蔑しており、とある出来事がきっかけで袂を分かつ。以後は敵として登場し、序盤から終盤にかけて執拗にリュウを狙うようになる。
ミリア
『I』と『III』に登場。『II』では台詞中に名前のみ登場。『I』では幼い少女の姿をしているが、本性は「滅びの女神」であり、醜い姿を持っている。『III』では、過去に一度崩壊した世界の中で、再生しつつある生命を見守り管理しようとする「神」として存在しており、その立場を変えている。作中における黒幕でありいずれもラスボスを務めている。

### 設定
竜（竜族、うつろわざるもの、ドラゴン）
シリーズを通して、人知を越えた、もしくは神のような存在として描かれている。作品によって竜の解釈が異なっており、シリーズを通して統一されたイメージは存在しない。各作品の主人公となるリュウは竜への変身能力を持ち、変身することでキャラクター性能の強化や通常時とは異なる強力な攻撃が可能となる。変身のシステムは作品ごとに異なっている。
飛翼族
『I』から『IV』までの各作品において、ヒロインとなるニーナが属する種族。人型の背に鳥のような翼を持っているのが特徴。シリーズのナンバリングを重ねるごとに他種族との混血等により翼が退化し小さくなり、種族としての特化した能力（大鳥への変身能力）を失っていく。
釣り
『I』から『IV』においてリュウが趣味としている魚釣り。作中では釣りのミニゲームを楽しむことができる。釣り上げた魚は回復などのアイテムとして使用できるほか、レアアイテムなどとトレードをすることもできる。ナンバリングを重ねるごとに大幅に強化されていき、シリーズの名物となる。『IV』では釣りコンへの対応など、シリーズ最高のレベルに達したが、続く『V』では世界が旧作群とは異なる点から実装は見送られ、姿を消した。
妖精
悪戯が大好きな妖精たち。子供のような姿で、頭部に虫のような触角状の髪の毛や、背に甲虫のような羽を有する小型の人型種族。羽で空を飛ぶことができる。性別の有無は不明ながら、他種族の男性と婚姻する者もいる。総じて総轄能力に欠けるらしく、ある程度の指示を与える者がいないと自らが築いた集落を維持できない模様。そのため主人公らに助けを求めてくることもある。

## 声優

### ブレス オブ ファイアIII
- リュウ（子供）: 高井智子
- リュウ（大人）: 山口勝平
- ニーナ（子供・大人）: 氷上恭子
- レイ: 佐田修典
- モモ: 斉藤佳織
- ガーランド: 藤本幸弘
- ペコロス: かみむら愛
- ティーポ: 松井陽子

### ブレス オブ ファイアIV うつろわざるもの
- リュウ: 山口勝平
- ニーナ: 氷上恭子
- フォウル、クレイ: 千葉一伸
- マスター: 犬山犬子
- サイアス: 石塚運昇
- アースラ: 渡辺久美子

### ブレス オブ ファイアV ドラゴンクォーター
- リュウ: 山口勝平
- ニーナ、ゼノ、オルテンシア: 氷上恭子
- リン、クピト: 渡辺久美子
- ボッシュ、ジェズイット、エリュオン: 伊藤健太郎
- アジーン、デモネド、ヴェクサシオン: 石塚運昇
- タントラ、レンジャー、盗賊、リケド、ナラカ: 矢薙直樹

### ブレス オブ ファイア6 白竜の守護者たち
- 主人公: 以下から選択する形式。
  - 男: 柿原徹也・鈴木達央・梶裕貴・南雲大輔・水島大宙
  - 女: 井上麻里奈・金元寿子・日笠陽子・田野アサミ・日野まり
- リュウ: 山口勝平
- ニーナ: 氷上恭子
- ギリアム: 安元洋貴
- アミリア: 中原麻衣
- ジュウベイ: 中博史
- マサムネ: 子安武人
- ペリドット: 戸松遥
- フリッツ: てらそままさき
- ヴェルヘルム: 小林沙苗
- クラウス: 森川智之
- エリーゼ: 生天目仁美
- エレナ: たかはし智秋

## 音楽

### 作曲者
- ブレス オブ ファイア 竜の戦士
  - 藤田靖明（BUNBUN）
  - 山口真理
  - 藤井美苗（OJALIN）
  - 下村陽子（ぴぃ♪）
  - 西村達也（※クレジット記載無し）
- ブレス オブ ファイアII 使命の子
  - 竹原裕子
- ブレス オブ ファイアIII
  - 海田明里
  - 青木佳乃
- ブレス オブ ファイアIV うつろわざるもの
  - 青木佳乃
- ブレス オブ ファイアV ドラゴンクォーター
  - 崎元仁
  - サウンドディレクター: 光田康典
  - 主題歌「Castle・imitation」: 鬼束ちひろ
- ブレス オブ ファイア6 白竜の守護者たち
  - 寺嶋民哉

### サウンドトラック
- 『ブレス オブ ファイアII 使命の子 オリジナルサウンドトラック』 1995年1月21日 ソニー・ミュージック
  - CD1枚。一部の曲のみ収録。
- 『ブレス オブ ファイアIII オリジナルサウンドトラック』 1997年9月19日 ファーストスマイル
  - CD1枚。一部の曲のみ収録。また、アレンジバージョンも収録されている。
- 『ブレス オブ ファイアIV うつろわざるもの オリジナルサウンドトラック』 2000年6月7日 セルピュータ
  - CD2枚組。
- 『ブレス オブ ファイアV ドラゴンクォーター オリジナルサウンドトラック』 2002年12月21日 セルピュータ
  - CD2枚組。
- 『ブレス オブ ファイア I〜V オリジナル・サウンドトラック スペシャルボックス』 2006年3月31日 セルピュータ
  - CD11枚組。たのみこむの企画による、2,000ボックス限定販売。過去にサントラが未発売だった『I』や、一部の曲しか収録されていなかった『II』と『III』も含め、シリーズのほぼ全曲を網羅している[2]。『IV』と『V』については過去に発売されたサウンドトラックの構成そのままで再録している。

### テレビCMソング
- ブレス オブ ファイア 竜の戦士
  - 「BREATH OF FIRE」: TOSHI withNight Hawks - 「RUNNING WILD」のNight Hawksによるカバー曲「Breath Of Fire」の歌詞で歌われている（未CD化）
- ブレス オブ ファイアII 使命の子
  - 「終らない愛」: 渡辺未央
- ブレス オブ ファイアIII
  - 「街」: SOPHIA
- ブレス オブ ファイアIV うつろわざるもの
  - 「ゆめのすこしあと」: 青木佳乃
- ブレス オブ ファイアV ドラゴンクォーター
  - 「Castle・imitation」: 鬼束ちひろ

## 関連商品
- 『ポケットファイター』
  - PlayStation版とセガサターン版のみに収録された「ランニングバトル」の背景に、『III』のリュウとニーナが登場している。
- 『SNK VS. CAPCOM 激突カードファイターズ』シリーズ（トレーディングカードゲーム版も含む）
  - リュウ、ニーナをはじめ、多数のキャラクターが登場。1作目では『III』、2作目は『IV』、3作目は『V』のキャラクターを起用している。
- 『ULTIMATE MARVEL VS. CAPCOM 3』
  - サポートカードとして『II』のニーナと『III』のミリア、『IV』のフォウル、『V』のリンが登場。
- 『鬼武者Soul』
  - カプコンヒロインズとして『III』のニーナが武将となって登場。声優は氷上恭子。
- 『ストリートファイター×オールカプコン』
  - 『III』のキャラクターが多数参戦。リュウ、ニーナ、モモ、ペコロス、ティーポが登場。